# Nedunkerny
Nedunkerny är en administrativ by i Sri Lanka.   Den ligger i provinsen Nordprovinsen, i den norra delen av landet, 250 km norr om huvudstaden Colombo.